# Comuna Roșiori, Brăila
Roșiori este o comună în județul Brăila, Muntenia, România, formată din satele Colțea, Florica, Pribeagu și Roșiori (reședința). Populația comunei este de circa 2500 de locuitori. Aici s-a format renumitul grup de breakdancers si graffiti “MCG” alcatuit de tineri din municipiul Braila, Slobozia si Bucuresti.

## Așezare geografică
Comuna Roșiori este așezată în partea de sud a județului, învecinându-se cu comunele Ciocile (în sud-vest), Dudești (în nord), Bărăganul (în vest) și Traian (județul Ialomița, în sud). Are în componență satele Roșiori, Florica, Colțea și Pribeagu. Pe teritoriul comunei, la limita cu comuna Dudești, se află Lacul Tătaru, lac sărat cu proprietăți curative, neamenajat balnear sau turistic.
Pribeagu este situat la 15 km față de satul de resedință, Colțea la 7 km, iar Florica — la 5 km.
Comuna este străbătută de șoseaua județeană DJ211, care o leagă spre sud de Grivița (județul Ialomița) și spre nord de Tătaru, Zăvoaia și Bordei Verde (unde se termină în DN2B). Prin comună trece și șoseaua județeană DJ211C, ramificată din primul drum la Tătaru, și care o leagă spre sud-est de Ciocile.

## Istoric
Pe locul comunei de azi s-a aflat o proprietatea a mănăstirii Mărgineni, de la care a rămas toponimul Mărgineanca. Satul Colțea a aparținut mănăstirii Colțea. Satul Roșiori a fost înființat cu ocazia împroprietăririlor „însurățeilor” din 1878-1881, când s-a dat pământ tinerilor căsătoriți săraci, în special celor din Dudescu, sat aflat la sud de Dudești.
La sfârșitul secolului al XIX-lea, comuna Roșiori făcea parte din plasa Călmățuiul a județului Brăila și era formată din cătunele Roșiori și Ulmeni (o târlă de pe malul lacului Tătaru), cu o populație totală de 1559 de locuitori. În comună funcționa o biserică și o școală mixtă cu 92 de elevi. La acea vreme, funcționa pe teritoriul actual al comunei, în aceeași plasă, și comuna Colțea, fondată în 1818 și formată doar din satul ei de reședință, cu 758 de locuitori; în comuna Colțea funcționau o moară cu aburi, o școală mixtă cu 25 de elevi (din care 5 fete), înființată în 1850 și o biserică ridicată în 1872 de locuitori.
În 1925, comunele Roșiori și Colțea făceau parte din aceeași plasă. În Anuarul Socec, comuna Roșiori apare ca formată doar din satul de reședință, cu 2015 locuitori, în vreme ce comuna Colțea avea în componență satele Colțea și Florica, având în total 1227 de locuitori.
În 1950, comunele au fost incluse în raionul Făurei din regiunea Galați, iar în 1968 au revenit la județul Brăila, comunea Colțea (care avea acum în componență și satul Pribeagu) fiind desființată și inclusă în comuna Roșiori.

## Demografie
Componența etnică a comunei Roșiori
     Români (93,56%)
     Alte etnii (0%)
     Necunoscută (6,44%)
Componența confesională a comunei Roșiori
     Ortodocși (93,16%)
     Alte religii (0,39%)
     Necunoscută (6,44%)
Conform recensământului efectuat în 2021, populația comunei Roșiori se ridică la 2.297 de locuitori, în scădere față de recensământul anterior din 2011, când fuseseră înregistrați 2.808 locuitori. Majoritatea locuitorilor sunt români (93,56%), iar pentru 6,44% nu se cunoaște apartenența etnică. Din punct de vedere confesional, majoritatea locuitorilor sunt ortodocși (93,16%), iar pentru 6,44% nu se cunoaște apartenența confesională.

## Politică și administrație
Comuna Roșiori este administrată de un primar și un consiliu local compus din 11 consilieri. Primarul, Nicușor Crețu[*], de la Partidul Național Liberal, este în funcție din 1 noiembrie 2024. Începând cu alegerile locale din 2024, consiliul local are următoarea componență pe partide politice:
|  | Partid                          | Consilieri | Componența Consiliului | Componența Consiliului | Componența Consiliului | Componența Consiliului | Componența Consiliului | Componența Consiliului |
|  | ------------------------------- | ---------- | ---------------------- | ---------------------- | ---------------------- | ---------------------- | ---------------------- | ---------------------- |
|  | Partidul Național Liberal       | 6          |                        |                        |                        |                        |                        |                        |
|  | Partidul Social Democrat        | 4          |                        |                        |                        |                        |                        |                        |
|  | Alianța pentru Unirea Românilor | 1          |                        |                        |                        |                        |                        |                        |

## Monumente istorice
Singurul obiectiv din comuna Roșiori inclus în lista monumentelor istorice din județul Brăila ca monument de interes local este crucea de piatră din secolul al XVIII-lea aflată pe marginea drumului dintre satele Roșiori și Tătaru. Ea este clasificată ca monument memorial sau funerar.